# Isaiah Washington
Pour les articles homonymes, voir Washington.
Isaiah Washington est un acteur américain né le 3 août 1963 à Houston, dans l'État du Texas aux États-Unis.
Il commence sa carrière dans les années 1990 en multipliant les rôles secondaires au cinéma et à la télévision. 
Mais c'est bel et bien dans les années 2000 qu'il accède à la renommée grâce à son interprétation du Dr. Preston Burke dans la série médicale à succès Grey's Anatomy (2005-2007). Nommé au Festival de télévision de Monte-Carlo, ce rôle lui permet de remporter, à deux reprises, le NAACP Image Awards du meilleur acteur dans une série télévisée dramatique. 
Après une période de retrait médiatique, il fait son retour, durant la décennie suivante, en jouant l'un des premiers rôles de la série post-apocalyptique Les 100 (2014-2018).

## Biographie

### Jeunesse et formation
Il a 13 ans quand son père est assassiné. Son père était angolais et sa mère est originaire de Sierra Leone.
Ado, il voulait être footballeur américain professionnel, mais après ses études de théâtre à l'université Howard, il fait son service militaire dans l'American Air Force et se blesse à la hanche.
En 1981, il ressort diplômé de l'école secondaire Willowridge. Il débute au théâtre dans la troupe City Kids Repertory qui joue dans les écoles des quartiers difficiles. 

### Carrière

#### Débuts, seconds rôles et cinéma
Il commence sa carrière de comédien au théâtre au Texas.
En 1991, il décroche son premier rôle au cinéma, à 28 ans, dans la comédie Strictly Business avec Samuel L. Jackson et Halle Berry. La même année, il fait ses débuts à la télévision en jouant dans un épisode de New York, police judiciaire. 
Mais c'est grâce à Spike Lee qu'il perce, d'abord dans Crooklyn en 1994, puis dans Clockers, Girl 6 et Get on the Bus, les deux années suivantes. 
Entre-temps, il apparaît dans le clip vidéo de la chanteuse Faith Evans, You Used to Love Me ainsi que dans un épisode de séries télévisées installées telles que Homicide, New York Police Blues, New York Undercover et il joue dans le drame sportif La Couleur du baseball de Kevin Rodney Sullivan avec Delroy Lindo, Mykelti Williamson et Blair Underwood.  
Dès lors, il alterne les rôles au cinéma et à la télévision mais reste cantonné aux rôles secondaires généralement musclés. Et cette succession d'apparitions lui permet d’enchaîner les collaborations prestigieuses.
En 1998, dans la comédie noire Bulworth, il donne la réplique à Warren Beatty et incarne le frère d'Halle Berry qu'il retrouve quelques années après ses débuts. La même année, sort Hors d'atteinte réalisé par Steven Soderbergh et il apparaît dans deux épisodes de la saison 1 d'Ally McBeal. Il produit et joue le premier rôle de la comédie dramatique indépendante Mixing Nia donnant la réplique à Karyn Parsons.  
En 1999, il est à l'affiche de Jugé coupable de et avec Clint Eastwood. Une production plébiscitée par les critiques qui réalise cependant une contre-performance au box-office. La même année, il joue dans la comédie fantastique A Texas Funeral avec Robert Patrick, Martin Sheen et Olivia d'Abo.   

#### Premiers rôles et révélation

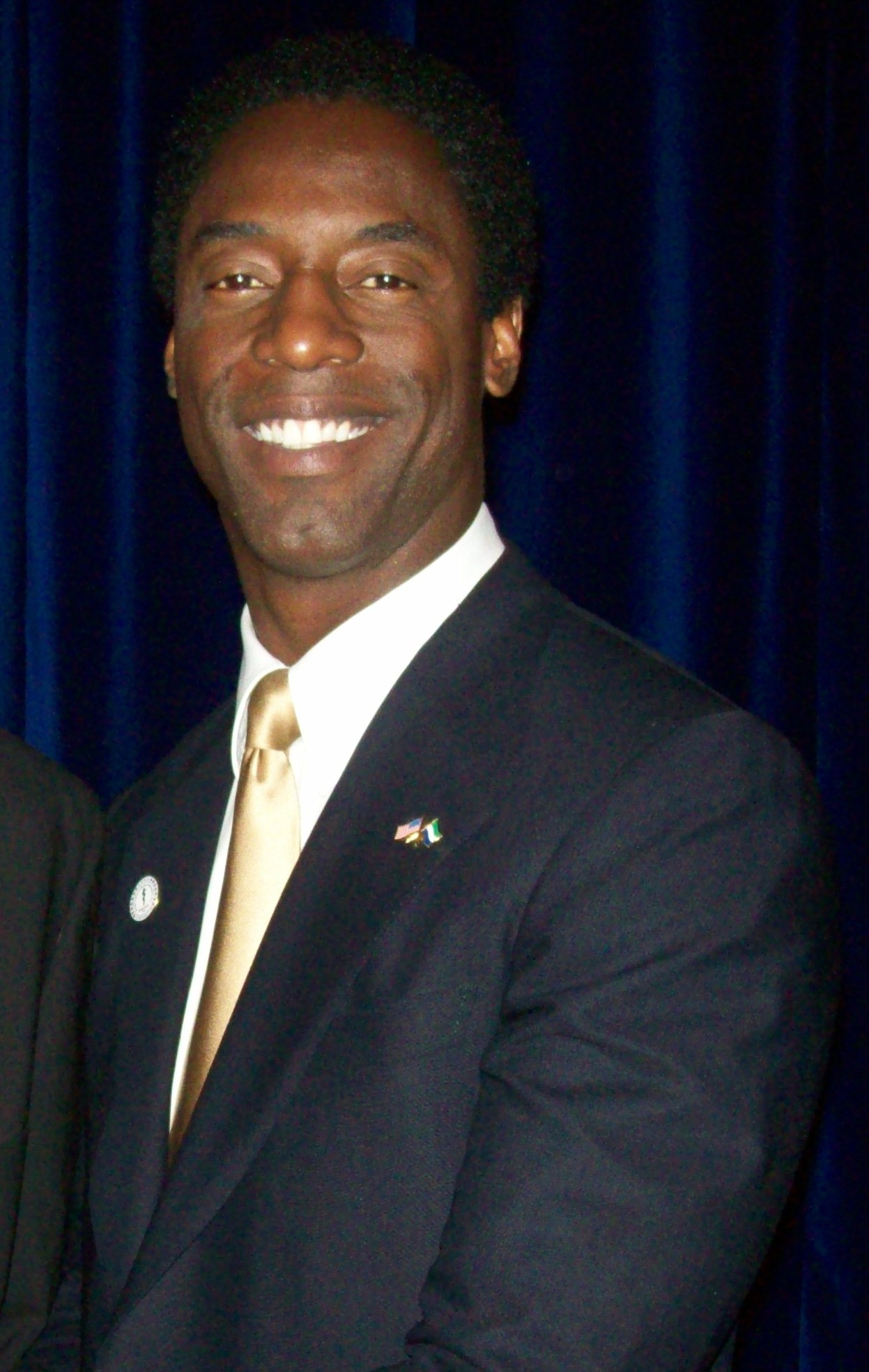
En 2008.

L'année d'après, il joue pour Andrzej Bartkowiak aux côtés de Jet Li dans Roméo doit mourir. Le film est un succès commercial au box-office. 
La même année, c'est grâce au cinéma indépendant avec le drame Dancing September qu'il décroche sa première citation lors des NAACP Image Awards. Aussi, avec Miranda Otto, il est l'un des premiers rôles du drame d'Elaine Proctor, Kin, nommé aux British Independent Film Awards.  
A la télévision, il joue dans quelques épisodes de la série télévisée afro-américaine Soul Food : Les Liens du sang avec Vanessa Lynn Williams. 
En 2001, il retrouve le réalisateur polonais pour Hors limites avec Steven Seagal. L'année suivante, il est à l'affiche de deux productions : D'abord la comédie Bienvenue à Collinwood avec George Clooney et le film d'horreur Le Vaisseau de l'angoisse avec Julianna Margulies. 
Cette exposition lui permet de partager la vedette de la comédie policière Hollywood Homicide, sortie en 2003, aux côtés d'Harrison Ford et Josh Hartnett. 
Pourtant, l'année suivante, il joue dans le film de série B, Sexcrimes 2, sorti direct-to-video et le film d'horreur Dead Birds, qui passe inaperçu.  
En 2005, aux côtés de Jeff Bridges, Ted Danson et Joe Pantoliano, il participe dans un second rôle, à la comédie The Amateurs. Mais cette année-là est surtout marquée par son obtention du rôle du Dr Preston Burke, brillant chirurgien, dans la série télévisée Grey's Anatomy. Cette série médicale sur fond de comédie dramatique est une création de Shonda Rhimes. Elle rencontre un succès fulgurant, critique et public et permet de révéler l'acteur, auprès du grand public, qui accède à une renommée importante. 
En plus des récompenses communes, son interprétation lui vaut de remporter, deux années consécutives, le prix du meilleur acteur dans une série télévisée dramatique par les NAACP Image Awards.

#### Passage au second plan
Il est cependant renvoyé de la série le 8 juin 2007 après avoir tenu des propos homophobes contre l'acteur T.R. Knight (qui joue le personnage de George O'Malley dans la série), ce dernier a d'ailleurs été contraint de révéler son homosexualité quelques jours plus tard. Cette altercation entraîne également une confrontation avec Patrick Dempsey. 
Isaiah Washington essaie ensuite de se donner une meilleure image en enregistrant un spot publicitaire pour l'association GLAAD (Gay & Lesbian Alliance Against Defamation, une association combattant l'homophobie). 
En 2007, il signe pour un rôle récurrent dans la série télévisée Bionic Woman, où il incarne le personnage d'Antonio Pope. La production de cette série est arrêtée au huitième épisode lors du déclenchement de la Grève de la Writers Guild of America de 2007, et n'a jamais repris à sa fin, en février 2008.
Puis, il apparaît dans les séries éphémères The Cleaner et Los Angeles, police judiciaire mais se fait désormais plus rare. Les films dans lesquels il joue, n'amassent pas les foules. Comme le thriller dont il est la vedette The Least of These (2008), le drame sportif Hurricane Season (2009) de Tim Story dans lequel il donne la réplique à Forest Whitaker et Shad Moss et même sa production de science-fiction Area Q. (2011).

#### Productions et retour télévisuel
En 2013, il produit et joue dans le drame indépendant d'Alexandre Moors, Blue Caprice, une production saluée par les critiques. Ce film remporte quelques prix et citations, dont aux Gotham Awards et lors des Black Reel Awards pour Isaiah Washington. 
La même année, il joue dans le film de procès américain coproduit, écrit et réalisé par Karen Moncrieff, Mensonges et Faux Semblants mené par Kate Beckinsale. Et il produit aussi un court métrage centré sur les années 1950 au cinéma et le phénomène de peur rouge, dans lequel il incarne Sidney Poitier. 
En 2014, l'année où il apparaît en tant que guest-star dans un épisode de la saison 10 de Grey's Anatomy, afin de clore convenablement les intrigues de Cristina Yang (jouée par Sandra Oh), il réussit surtout à faire un retour au premier plan en étant l'un des personnages principaux de la série Les 100. Dans cette série de  science-fiction post-apocalyptique, il incarne le rôle de Thelonious Jaha. Il est aussi à l'affiche du drame Blackbird qu'il produit et dans lequel il joue aux côtés de l'oscarisée Mo'Nique. 
En 2015, il produit le thriller The Sin Seer, une production inédite en France et dans laquelle il s'octroie le premier rôle. L'année suivante, il joue dans le téléfilm Un été secret avec Lindsey Shaw et Derek Theler. 
En 2018, après 4 saisons, l'acteur annonce ne plus faire partie de la distribution régulière de la série Les 100. La même année, il produit le téléfilm dramatique du réseau TV One, Behind the Movement, une production nommée lors de la 50e cérémonie des NAACP Image Awards au prix du meilleur téléfilm.

### Vie privée
Il est marié à Jenisa Marie Garland, depuis 1996. Le couple a trois enfants : Isaiah V., Iman et Tyme. 
Il apporte son soutien à Jill Stein, candidate du Parti vert lors de l'élection présidentielle américaine de 2016.

## Filmographie

### Cinéma

#### Longs métrages
- 1991 : The Color of Love de Melissa Pearson : ?
- 1991 : Strictly Business de Kevin Hooks : Hustler
- 1994 : Crooklyn de Spike Lee : Vic
- 1994 : Alma's Rainbow  d'Ayoka Chenzira : Miles
- 1995 : Stonewall de Nigel Finch : flic en uniforme
- 1995 : Clockers de Spike Lee : Victor Dunham
- 1995 : Génération sacrifiée des frères Hugues : Andrew Curtis (non crédité)
- 1996 : Girl 6 de Spike Lee : voleur à l'étalage
- 1996 : Get on the Bus de Spike Lee : Kyle
- 1997 : Love Jones de Theodore Witcher : Savon Garrison
- 1997 : On The Line de Spike Lee : Sam
- 1997 : Alien Attack des Wachowsky: Capitaine Stan
- 1998 : Mixing Nia de Alison Swan : Lewis (également producteur associé)
- 1998 : Bulworth de Warren Beatty : Darnell, frère de Nina
- 1998 : Hors d'atteinte de Steven Soderbergh : Kenneth
- 1999 : Jugé coupable de Clint Eastwood : Frank Louis Beechum
- 1999 : A Texas Funeral de W. Blake Herron : Walter
- 2000 : Dancing in September de Reggie Rock Bythewood : George Washington
- 2000 : Roméo doit mourir d'Andrzej Bartkowiak : Mac
- 2000 : Kin de Elaine Proctor : Stone
- 2001 : Hors limites d'Andrzej Bartkowiak : George Clark
- 2001 : Tara de Leslie Small : Max
- 2001 : Sacred Is the Flesh de Carl Seaton : Roland
- 2002 : Bienvenue à Collinwood d'Anthony Russo : Leon
- 2002 : Le Vaisseau de l'angoisse (Ghost Ship) de Steve Beck : Greer
- 2003 : Hollywood Homicide de Ron Shelton : Antoine Sartain
- 2003 : This Girl's Life de Ash Baron-Cohen : Victime de SIA
- 2004 : Sexcrimes 2 de Jack Perez : Terence Bridge (vidéofilm)
- 2004 : Dead Birds d'Alex Turner : Todd (également coproducteur)
- 2004 : Trois : The Escort de Sylvain White : Bernard 'Benny' Grier (vidéofilm)
- 2005 : The Moguls de Michael Traeger : Homer
- 2008 : The Least of These de Nathan Scoggins : Père Andre James
- 2009 : Hurricane Season de Tim Story : Coach Simmons
- 2011 : Area Q. de Gerson Sanginitto : Thomas Mathews (également producteur)
- 2012 : Suddenly Single de David E. Talbert : Sylvester Stone Sr. (vidéofilm)
- 2012 : The Undershepherd de Russ Parr : L.C.
- 2013 : Blue Caprice d'Alexandre Moors : John Allen Muhammad (également producteur exécutif)
- 2013 : Doctor Bello de Tony Abulu : ?
- 2013 : Go for Sisters de John Sayles : Vernell
- 2013 : They Die by Dawn de Jeymes Samuel : Ben Hodges
- 2013 : Mensonges et faux semblants (The Trials of Cate McCall) de Karen Moncrieff : Wilson George
- 2014 : Blackbird  de Patrik-Ian Polk : Lance Rousseau (également producteur)
- 2015 : The Sin Seer de Paul D. Hannah : Grant Summit (également producteur)
- 2017 : Dead Trigger de Mike Cuff et Scott Windhauser : Rockstock
- 2020 : Cut Throat City de RZA : Sinclair Stewart

#### Courts métrages
- 1991 : Land Where My Fathers Died de Daresha Kyi : Malcolm
- 1998 : Rituals de Carol Mayes : Wendal
- 2000 : Veil de B. Mark Seabrooks : Bentley
- 2013 : Not 4 Sale de Roger Melvin : Sidney Poitier (également producteur associé)
- 2014 : Vice Versa de Ryan A. Cole : Dr. Jack (également producteur)

### Télévision

#### Séries télévisées
- 1991 : New York, police judiciaire : Derek Hardy (saison 2, épisode 8)
- 1994 : Homicide : Lane Staley (saison 2, épisode 3)
- 1994 : Lifestories: Families in Crisis (en) : O.G. (saison 1, épisode 13)
- 1995 : New York Police Blues : Antonio Boston (saison 3, épisode 1)
- 1996 : New York Undercover : Andre Morgan (saison 2, 3 épisodes)
- 1996 : Living Single (en) : Dr Charles Roberts (saison 1, 3 épisodes)
- 1997 : High Incident : Rulon 'RuDog' Douglas (saison 2, épisode 19)
- 1997 : The Player de Mark Piznarski : ? (pilote non retenu par ABC)
- 1998 : Ally McBeal : Michael Rivers (saison 1, 2 épisodes)
- 2000 : Soul Food : Les Liens du sang : Miles (saison 1, 4 épisodes)
- 2001 : Les Anges du bonheur : Rev. Davis (saison 7, épisode 13)
- 2001 : La Force du destin : Officier de police (1 épisode)
- 2005 - 2007 : Grey's Anatomy : Dr Preston Burke (61 épisodes)
- 2007 : Bionic Woman : Antonio Pope (saison 1, 5 épisodes)
- 2008 : The Cleaner : Keith Bowen (saison 1, épisode 9)
- 2011 : Los Angeles, police judiciaire : Roland Davidson (saison 1, épisode 19)
- 2011 : Single Ladies : Noland (saison 1, épisode 4)
- 2014 - 2018 : Les 100 : Chancelier Jaha (60 épisodes)
- 2014 : Grey's Anatomy : Dr Preston Burke (saison 10, épisode 22)
- 2017 : Blue Bloods : Travis Jackson (saison 7, épisode 18)
- 2017 : Bull : Jules Caffrey (saison 1, épisode 19)
- 2017 : Survivor's Remorse : Rodney Barker (saison 4, 4 épisodes)
- 2019 : Tales : Malcolm (saison 2, épisode 1)
- 2020 : P-Valley : Tydell

#### Téléfilms
- 1993 : Strapped de Forest Whitaker : Willie
- 1996 : Mr. and Mrs. Loving de Richard Friedenberg : Blue
- 1996 : La Couleur du baseball de Kevin Rodney Sullivan : Willie Mays
- 1997 : Joe Torre: Curveballs Along the Way de Sturla Gunnarsson : Dwight Gooden
- 1998 : La Rage de survivre de Michael Apted : Wilfred
- 2016 : Un été secret (Secret Summer) de Rick Bota : Gus
- 2018 : Behind the Movement de Aric Avelino : Nixon (également producteur exécutif)

### Clip vidéo
- 1995 : You Used to Love Me de Faith Evans[20]

## Distinctions
Sauf indication contraire ou complémentaire, les informations mentionnées dans cette section proviennent de la base de données IMDb.

### Récompenses
- 2006 : NAACP Image Awards du meilleur acteur dans une série télévisée dramatique pour Grey's Anatomy (2005-2007).
- 11e cérémonie des Satellite Awards 2006 : Meilleure distribution dans une série télévisée dramatique pour Grey's Anatomy (2005-2007).
- 2007 : NAACP Image Awards du meilleur acteur dans une série télévisée dramatique pour Grey's Anatomy (2005-2007).
- 11e cérémonie des Screen Actors Guild Awards 2007 : Meilleure distribution pour une série télévisée dramatique pour Grey's Anatomy (2005-2007).

### Nominations
- 2002 : NAACP Image Awards du meilleur acteur dans une mini-série ou un téléfilm pour Dancing in September (2002).
- 2006 : Gold Derby Awards du meilleur acteur dans une série télévisée dramatique pour Grey's Anatomy (2005-2007).
- 12e cérémonie des Screen Actors Guild Awards 2006 : meilleure distribution pour une série télévisée dramatique pour Grey's Anatomy (2005-2007).
- 2007 : Festival de télévision de Monte-Carlo du meilleur acteur dans une série télévisée dramatique pour Grey's Anatomy (2005-2007).
- 2007 : Gold Derby Awards de la meilleure distribution de l'année dans une série télévisée dramatique pour Grey's Anatomy (2005-2007).
- 14e cérémonie des Screen Actors Guild Awards 2008 : Meilleure distribution pour une série télévisée dramatique pour Grey's Anatomy (2005-2007).
- 23e cérémonie des Gotham Independent Film Awards 2013 : Meilleur acteur pour Blue Caprice (2013).
- 2014 : Black Reel Awards du meilleur acteur pour Blue Caprice (2013).